# Kepler-186f
Kepler-186f là một hành tinh nằm ngoài Hệ Mặt Trời (ngoại hành tinh) quay xung quanh sao lùn đỏ Kepler-186, cách Trái Đất khoảng 500 năm ánh sáng. Đây là hành tinh đầu tiên được khám phá có bán kính tương tự bán kính Trái Đất nằm trong khu vực có thể sống được của ngôi sao khác. Tàu vũ trụ Kepler của NASA đã phát hiện ra hành tinh này nhờ phương pháp quá cảnh thiên thể (ánh sáng từ một ngôi sao bị bẻ cong dưới trường hấp dẫn từ các hành tinh của nó) cùng với 4 hành tinh khác có quỹ đạo gần Kepler-186 hơn (cả bốn hành tinh này đều có kích thước lớn hơn Trái Đất). Các phân tích từ dữ liệu trong vòng 3 năm đã xác thực sự tồn tại hành tinh này. Kết quả lần đầu tiên được công bố tại một hội nghị ngày 19 tháng 3 năm 2014 và ngay lập tức được thông tin rộng rãi tới các phương tiện truyền thông. Ngày 17 tháng 4 năm 2014, tạp chí Science chính thức thông báo các thông tin đầy đủ và chính thống về Kepler-186f.

## Các thông số quỹ đạo và vành đai sự sống

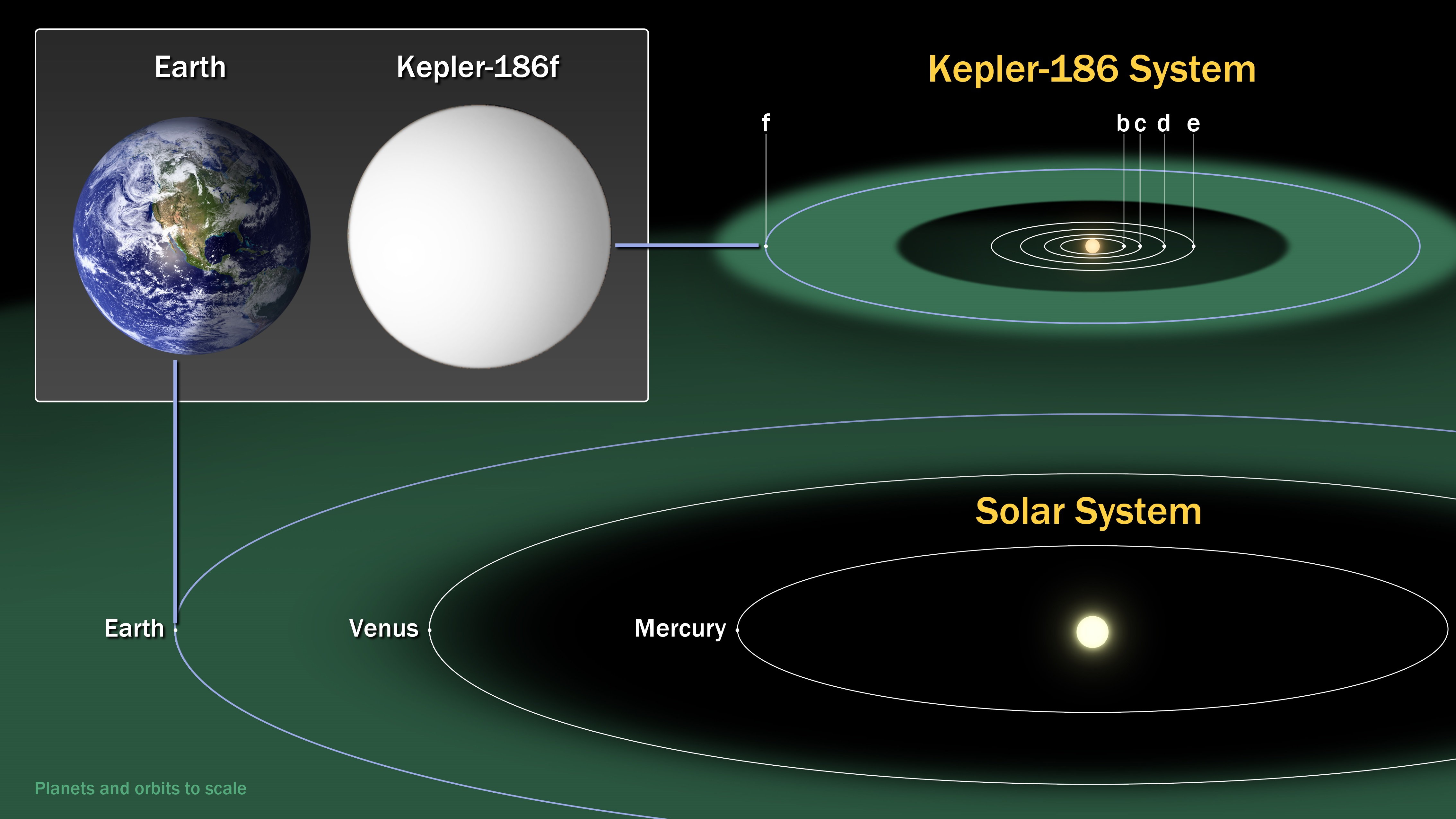
So sánh giữa Hệ Mặt Trời và Hệ Kepler-186

Kepler-186f quay quanh một ngôi sao có độ sáng bằng 4% độ sáng Mặt Trời, chu kỳ quỹ đạo quay quanh Kepler-186 là 129,9 ngày Trái Đất và bán kính quỹ đạo vào khoảng 0,36-0,4 lần so với Trái Đất (xấp xỉ bán kính quỹ đạo của Sao Thủy là 0,39 AU, bán kính quỹ đạo của Trái Đất bằng 1 AU - đơn vị thiên văn). Khu vực có thể sống được của hệ hành tinh này ước chừng vào khoảng 0,22 - 0,4 AU, nhận một nguồn sáng khoảng từ 25% đến 88% so với Trái Đất. Kepler-186f nhận khoảng 32%, mặc dù vẫn nằm trong vành đai sống nhưng nằm gần rìa ngoài, tương tự như vị trí của Sao Hỏa trong Hệ Mặt Trời.

## Khối lượng, mật độ và thành phần
Thông số vật lý duy nhất nhận được thông qua sự quan sát trực tiếp (bên cạnh chu kỳ quỹ đạo) là tỉ lệ bán kính của Kepler-186f so với ngôi sao của nó (tức Kepler-186) (đo được nhờ sự che khuất ánh sáng từ các ngôi sao của các hành tinh). Tỷ lệ này được xác định vào khoảng 0,021, gấp 1,11±0,14 so với Trái Đất. Bán kính của hành tinh này lớn hơn 11% và thể tích ước tính lớn gấp 1,35 lần Trái Đất.
Khối lượng Kepler-186f có thể nằm trong một khoảng rất rộng thông qua sự tính toán kết hợp giữa bán kính và mật độ dựa vào thành phần (có khả năng xuất hiện) trên hành tinh này: có thể là hành tinh kiểu Trái Đất hoặc mật độ thấp hơn như "hành tinh đại dương" với áp suất cao. Tuy nhiên, bầu khí quyển trên hành tinh này thấp hơn 1,5 lần bán kính Trái Đất (R🜨). Các hành tinh có bán kính lớn gấp 1.5 lần Trái Đất có xu hướng tích lũy khí quyển làm cho nó có ít khả năng tồn tại sự sống.
Khối lượng Kepler-186f ước tính bằng khoảng 0,32 khối lượng Trái Đất nếu nó chứa nước và bằng gấp 3,77 lần khối lượng Trái Đất nếu nó chứa hoàn toàn sắt (cả hai giả thuyết này đều không hợp lý). Với bán kính bằng 1,11 R🜨, nếu có thành phần tương tự Trái Đất (1/3 sắt, 2/3 là đá silic), khối lượng hành tinh này rơi vào khoảng 1,44 M🜨.

## Sự hình thành, tiến hóa và khả năng tồn tại sự sống

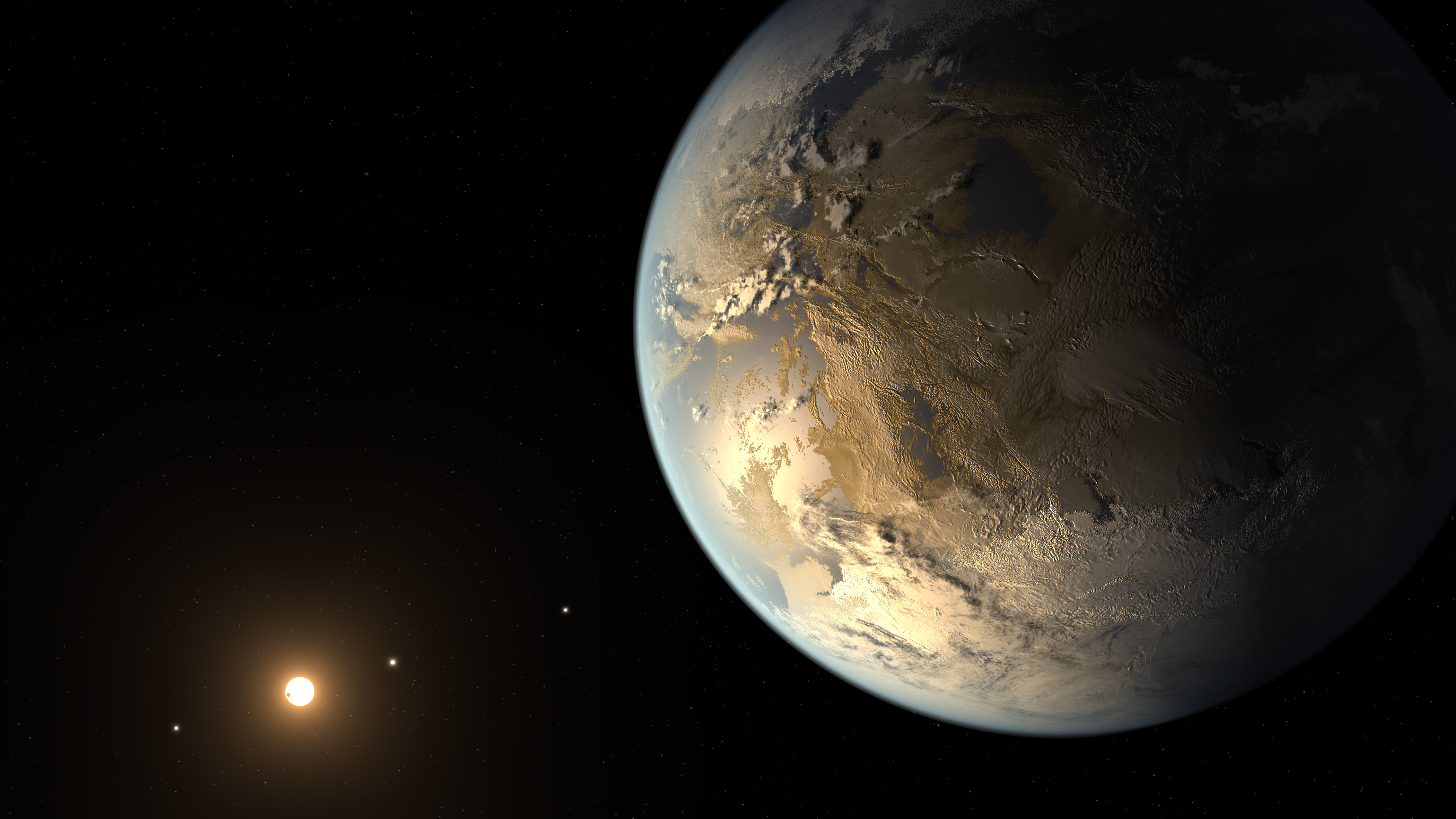
Hình minh hoạ về một hành tinh giống Trái Đất nằm trong Khu vực có thể sống được. Kepler-186f có khả năng tương tự với hành tinh này. Ảnh: NASA/SETI/JPL

Kepler-186 được khám phá cùng với 5 hành tinh, tuy nhiên bốn hành tinh Kepler-186b, c, d, e (theo thứ tự tăng dần bán kính quỹ đạo) quá gần ngôi sao chủ, do đó chúng quá nóng và ít khả năng có chứa nước dạng lỏng. Bốn hành tinh còn lại này đều có quỹ đạo quay đồng bộ quanh ngôi sao của nó (khóa thủy triểu), trong khi đó Kepler-186f không theo quy luật đó, do hiệu ứng thủy triều tới nó quá yếu, giúp nó kéo dài thời gian quay quanh trục. Bởi vì sự tiến hóa chậm chạp của các sao lùn đỏ, hệ Kepler-186 khá trẻ mặc dù chúng cũng tồn tại tới vài tỉ năm. Nếu Kepler-186f tiến tới gần Kepler-186 hơn so với khoảng cách từ Trái Đất tới Mặt Trời, nó sẽ kéo dài thời gian quay quanh trục, khi đó một ngày của nó có thể kéo dài hơn một tuần hay thậm chí cả một tháng.
Độ nghiêng trục quay của Kepler-186f dường như rất nhỏ nên nó không có các mùa như trên Trái Đất. Quỹ đạo của nó cũng gần tròn, do đó cũng không có các mùa được tạo ra nhờ độ lệch tâm quỹ đạo như Sao Hỏa. Tuy vậy, độ nghiêng trục quay của nó có thể lên tới 23 độ, nếu có một hành tinh khác chưa phát hiện nằm giữa nó và Kepler-186e, mà các mô phỏng và ước tính cho thấy có tồn tại ít nhất một hành tinh thỏa mãn điều kiện trên. Nếu thực sự có một hành tinh như vậy, nó không thể có khối lượng lớn hơn Trái Đất nên có thể gây ra sự bất ổn trong quỹ đạo.
Việc Kepler-186f nằm trong khu vực có thể sống được không đảm bảo việc nó chắc chắn có sự sống. Vấn đề đó còn phụ thuộc vào thành phần khí quyển vẫn đang là bí ẩn với chúng ta. Khoảng cách của Kepler-186f đến Trái Đất quá xa, cho nên khí quyển của nó không thể được phân tích qua các kính thiên văn đương thời hoặc các thế hệ sau như kính thiên văn James Webb. Thành phần các chất khí như nitơ, cacbon dioxide và nước trên hành tinh này chưa được xác định. Nhiệt độ bề mặt của Kepler-186f sẽ rơi vào khoảng 273 K (0 độ C), nếu nó có ít nhất 0,5 đến 5 bar (đơn vị tính áp suất = 100000 Pa) CO2  và từ 0 đến 10 bar N2 trong khí quyển.

## Mục tiêu của SETI
Như một phần của sứ mệnh tìm kiếm nền văn minh ngoài Trái Đất, Allen Telescope Array đã lắng nghe các tín hiệu radio phát ra từ hệ Kepler-186 một tháng bắt đầu từ 17 tháng 4 năm 2014. Đến nay vẫn chưa có một thông tin nào về một nền công nghệ ngoài Trái Đất được phát hiện.  Để có thể phát hiện được các tín hiệu này thông qua radio, trong điều kiện thuận lợi là truyền đẳng hướng, cần một cỗ máy nhạy gấp 10 lần so với kính thiên văn Arecibo Observatory. Với khoảng cách 492 năm ánh sáng, nếu có tín hiệu nào được phát hiện tại Trái Đất vào thời điểm hiện tại thì nó đã được phát ra từ Kepler-186 492 năm về trước (năm 1522).

## Các nghiên cứu trong tương lai
Với khoảng cách đến Hệ Mặt Trời gần 500 năm ánh sáng, Kepler-186f quá xa và sao chủ của nó quá mờ để những kính thiên văn hiện tại hoặc trong tương lai gần có thể xác định được khối lượng cũng như khí hậu của nó. Tuy nhiên, các khám phá về Kepler-186f cũng đã cho chúng ta thấy nó là một hành tinh có kích thước gần bằng Trái Đất và cũng nằm trong khu vực có thể sống được. Tàu vũ trụ Kepler chỉ có khả năng tập trung vào những vùng nhỏ đơn độc của bầu trời, nhưng các kính thiên văn vũ trụ tìm kiếm ngoại hành tinh ở các thế hệ sau, như TESS và CHEOPS, sẽ giải quyết được bài toán với những ngôi sao hàng xóm của Hệ Mặt Trời. Các ngôi sao này, cùng với các hành tinh của nó, sẽ được nghiên cứu bởi kính thiên văn James Webb và những vùng rộng hơn và rõ hơn sẽ được khám phá, khi đó chúng ta có thể biết được khối lượng cũng như thành phần khí quyển của các hành tinh này.

## So sánh với các hành tinh nhẹ nằm trong vành đai sự sống đã được biết đến
Ngoại hành tinh có kích thước giống Trái Đất nhất và nằm trong khu vực có thể sống được được biết đến là Kepler 62f với bán kính bằng 1,4 R🜨. Tuy nhiên, hành tinh này có khả năng rất khác Trái Đất, vì mặc dù bán kính chỉ lớn 1,4 lần nhưng thể tích của nó lớn hơn rất nhiều lần thể tích Trái Đất, và trong trường hợp thành phần cấu tạo như nhau, trọng lượng cũng sẽ tăng lên. Một hành tinh có bán kính bằng 1,1 R🜨 sẽ có thể tích bằng 1,3 lần, nhưng một hành tinh có bán kính bằng 1,4 R🜨 thì thể tích của nó tăng đến 3 lần thể tích Trái Đất, và tất nhiên để vừa vặn với cái khuôn khổng lồ, khối lượng của hành tinh đó cũng tăng lên đáng kể.
Một nghiên cứu về tính phát triển của khí quyển trên các ngoại hành tinh có kích thước giống Trái Đất và nằm ở khu vực có thể sống được trong các ngôi sao kiểu G (xem Phân loại sao) cho thấy, các hành tinh có bán kính nằm trong khoảng 0,8-1,15 R🜨, đủ nhỏ để làm bay hơi bầu khí quyển sơ cấp (primary atmosphere) có chứa nhiều khí hydro và heli, nhưng cũng đủ lớn để giữ lại khí quyển thứ cấp (secondary atmosphere) chứa nhiều khí cần thiết cho tồn tại sự sống như H2O, CO2, CH4, NH3, SO2.

## Các hành tinh giống Trái Đất nằm trong vành đai sự sống thuộc các hệ hành tinh có ngôi sao trung tâm giống Mặt Trời.
Bảng sau đây so sánh Kepler-186f với các hành tinh có khả năng tồn tại sự sống khác:
| Danh pháp theo Kepler | Độ sáng của sao(LSun) | Bán kính sao (RSun) | Metallicity (dex) | Kepler Object of Interest | Bán kính hành tinh (REarth) | Bán trục lớn (AU) | Chu kỳ quỹ đạo (days) | Insolation (% so với Trái Đất) |
| --------------------- | --------------------- | ------------------- | ----------------- | ------------------------- | --------------------------- | ----------------- | --------------------- | ------------------------------ |
| KIC 5091808           | 0.69                  | 0.83                | −0.82             | KOI 5123.01               | 1.09                        | 0.77              | 289                   | 116%                           |
| KIC 11654039          | 1.09                  | 0.97                | −0.14             | KOI 5927.01               | 1.24                        | 1.13              | 436                   | 85%                            |
| KIC 10663976          | 0.44                  | 0.73                | −0.46             | KOI 5819.01               | 1.29                        | 0.95              | 381                   | 49%                            |
| KIC 11465869          | 0.53                  | 0.74                | −0.28             | KOI 5904.01               | 0.77                        | 0.86              | 323                   | 72%                            |
| KIC 8570210           | 0.67                  | 0.80                | −0.42             | KOI 5545.01               | 1.05                        | 1.25              | 541                   | 43%                            |
| KIC 8120608           | 0.04                  | 0.47                | −0.28             | KOI-571.05                | 1.11                        | 0.36              | 130                   | 31%                            |